# Noizay
Noizay település Franciaországban, Indre-et-Loire megyében. Lakosainak száma 1142 fő (2022. január 1.). Noizay Chançay, Lussault-sur-Loire, Montlouis-sur-Loire, Nazelles-Négron és Vernou-sur-Brenne községekkel határos.

## Népesség
A település népességének változása:
| Lakosok száma | 862  | 957  | 1037 | 1091 | 1149 | 1150 | 1139 | 1134 | 1131 | 1142 |
|               | 1968 | 1982 | 1990 | 2006 | 2013 | 2015 | 2017 | 2019 | 2020 | 2022 |